# 科爾特姆澤拉河
13°42′08″N 38°38′38″E / 13.70222°N 38.6438°E

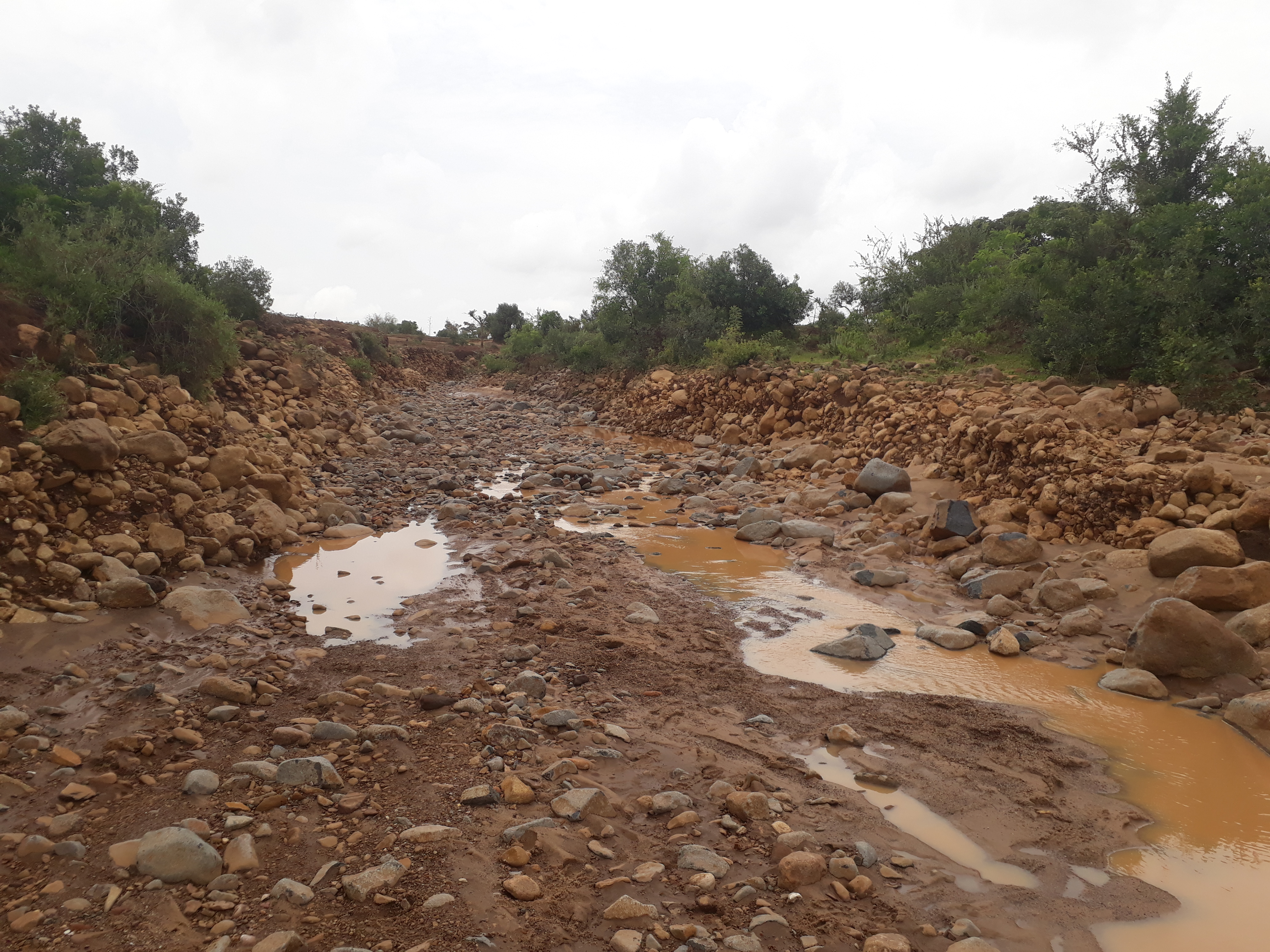

科爾特姆澤拉河是埃塞俄比亞的河流，位於該國北部，處於提格雷州，屬於尼羅河流域的一部分，河道全長15.4公里，河床上的巨石和鵝卵石可能來自流域上游。